# Соколовська Олександра Тимофіївна
Олександра Тимофіївна Соколовська, також відома під псевдонімом Маруся Отаманша (14 грудня 1902; Горбулів — 6 листопада 1919?) — українська повстанська отаманка. 16-річною командувала понад 1000 воїнами: її загін нараховував 300 шабель, 700 багнетів,10 кулеметів та 3 гармати.

## Життєпис
Олександра Соколовська народилася 14 грудня 1902 року в селі Горбулів Радомисльського повіту Київської губернії, нині Черняхівського району Житомирської області в сім'ї псаломщика Покровсько-Миколаївської церкви Тимофія Кириловича Соколовського. Її мати Євдокія Данилівна, до шлюбу Квасніцька, походила зі збіднілої русинської шляхти. Олександра була наймолодшою серед пятьох дітей. Брат Степан став священником, Олекса, Василь і Дмитро — вчителями.
Навчалася в Радомисльській семикласній жіночій гімназії, заснованій 1913 року, була гімназисткою 4-го класу, але через війну не змогла закінчити повний курс навчання. Працювала вчителькою в українській гімназії, яку створила в Горбулеві в 1917 році на основі земського училища й утримувала на власні кошти родина Соколовських.

### У війську
З березня 1919 року — в повстанському загоні, який очолював Дмитро Соколовський після загибелі наймолодшого брата Олекси. Спочатку була зв'язковою, маючи дар слова, їздила селами вербувати повстанців. Повстанець-письменник Клим Поліщук так описував Соколовську:
|  | Вона була у чоботях з острогами, короткій спідниці, синій чумарці і сірій шапці з червоним шликом, уздовж якого виписано чорнилом: «Смерть ворогам України!» |

Загін брата Соколовської Дмитра боровся з більшовиками на Волині, Поділлі та Київщині. У липні 1919 року армія УНР Симона Петлюри об'єдналася з Українською Галицькою армією під командуванням генерала Антіна Кравса і почала наступ на Київ. Взяти участь у цьому наступі мав і Дмитро, але в ніч з 7 на 8 серпня його застрелив у Горбулеві зрадник-односелець. Соколовська разом з батьком у складі повстанської бригади імені Дмитра Соколовського, яку вів інший її брат Василь, ішла в наступ на Київ разом з Першим корпусом УГА. 25 серпня 1919 року соколовці допомогли війську УНР визволити Житомир, а через 2 дні з І-м корпусом очистили від більшовиків Брусилів. Є відомості, що Соколовська відвідувала штаб І-го корпусу УГА та знайомилася з організацією роботи штабістів. Сотник УГА Василь Бачинський зустрічався з Соколовською в тому поході у с. Вересах біля Житомира.

Невдовзі Василь також загинув від рук зрадників-односельців. Степан, старший із братів Соколовських, не міг взяти до рук зброю, тому бригаду імені Дмитра Соколовського у вересні 1919 року очолила 16-річна Олександра. За народними переказами, вона пройшла ритуал посвячення у козацьке лицарство на вершині Дівич-гори, давнього горбулівського капища, і стала отаманкою Марусею. Хорунжий Микола Фещенко-Чопівський, який у складі 27-го кінного Чортомлицького полку воював проти більшовиків у Радомисльському повіті, згадував: 
|  | Перед моїми очима й по сьогодні стоїть постать стрункої, невеличкої зростом дівчини, що була одягнута по-мужеськи. Їздила верхи, як найкращий козак. Добре володіла рушницею... Як і її брати, була відважного десятка і серед повстанців користувалася авторитетом. Не дивно, що після смерті своїх братів вона перейняла провід над повстанням... |

Повстанський загін отаманки Марусі нараховував 300 шабель, 700 багнетів,10 кулеметів та 3 гармати. Восени 1919 року Соколовська вела бої повстанців біля подільських сіл Сміла і Петриківці (нині Хмільницького району Вінницької області).
В жовтні 1919 року брала участь у з'їзді повстанських отаманів поблизу Германівки (нині Обухівський район Київської області), на якому були присутні отамани Ангел, Лихо, Голуб, Кармалюк, Шумський та інші.
Є відомості й про участь Соколовської у нарадах про створення спільного з більшовиками антиденікінського фронту, спеціальна комісія для переговорів засідала у Козятині. Наради проводив Григорій Колосов, який одночасно був Командувачем червоними повстанськими військами Лівобережної та південно-східної частини Правобережної України та Головним отаманом повстанських військ УНР.
На початку листопада 1919 року 12 сотень бригади Марусі Отаманші одночасно вели бої з червоними під Фастовом і з білими під Мотовилівкою. 5 сотень з 3-ма кулеметами та 2-ма «люїсами» пішли на Мотовилівку, а сама Соколовська з рештою сотень — на Фастів. Дві сотні отаманка залишила в резерві при штабі. Під Фастовом соколовці оточили червоних, а біля Мотовилівки, маючи 10-кратну перевагу, білі перейшли у контрнаступ, завдавши повстанцям великих втрат. Лише наявність резерву та вдало організована оборона дозволили повстанцям відірватися від переслідування.

## Версії загибелі
Відомості про загибель Олександри Соколовської суперечливі. За найбільш поширеною версією соратника отаманші Клима Поліщука її застрелив через вікно булий ад'ютант Найда, що втік з-під варти під час наради в штабі повстанців після поразки під Мотовилівкою. Наводиться текст некрологу на її могилі: «Тут спить донька України Марійка Соколовська, родом з села Горбулева, Радомиського повіту. Боролась за право. Загинула від руки зрадника 6 листопада 1919-го року. Прохожий, схили голову перед її завчасною могилою!». За легендою, ці слова написав на сосновому хресті наступник Соколовської — отаман Шабатурка.
Є й інші версії. В «Енциклопедії українознавства» подано інформацію, що загін Соколовської ще у вересні 1919 року був розгромлений угорським полком 58-ї армії червоних, а важко поранену Соколовську закатували до смерті. Інформація суперечить відомостям про діяльність Соколовської в жовтні-листопаді 1919 року. Генерал-поручник Армії УНР Олександр Вишнівський у книзі «Повстанський рух і отаманія» стверджував, що Марусю «зрадили землячки», внаслідок чого її було «зненацька захоплено карним відділом…і розстріляно». Разом з нею нібито загинув і її наречений — Оверко Куравський, який очолював 1-й підрайон 8-го повстанського району Північної групи. Але ж відомо, що Оверко Куравський загинув значно пізніше — навесні 1925 року при переході румунського кордону, повертаючись в Україну.
Припускають, що важко поранену Марусю переправили за Дністер у Румунію, а потім вона воювала в Україні в 1920 і 1921 роках.
За деякими даними восени 1920 року Соколовська воювала на Поділлі, 14 листопада 1920 року в містечку Вахнівці (нинішня Вінниччина) її загін розгромив продзагін 24-ї залізної дивізії. Брат отаманші Степан, який був у складі загону, став священником у Вахнівці. Є й повідомлення, що в тому бою Соколовська загинула.
За іншими даними, наприкінці 1920 року отаманка Маруся з'єдналася в Брацлавському повіті з трьома повстанськими відділами і очолила об'єднаний загін разом з Артемом Онищуком. Далі їхній шлях, напевне, пішов у бік кордону, відомо, що Онищук наприкінці грудня 1920 року опинився в Румунії. Чи була з ним Соколовська — не доведено.
Як стверджує краєзнавець П. Лісовий, «існують документи про повстанську діяльність отаманші Марусі на Переяславщині весною 1921 року».
Деякі дослідники припускають, що повідомлення по діяльність Марусі Соколовської після листопада 1919 року стосуються лише повстанських загонів, які мали її ім'я. Не виключено, що могли бути й наслідувачки отаманші Марусі.
Варто зазначити, що родина Соколовських ніколи не вірила в загибель Олександри. Вони стверджували, що Марусю не вбили, вона деякий час проживала в Румунії чи в Польщі, а потім емігрувала до Канади.
Як написав Роман Коваль: «Багатоманітність версій про загибель Марусі Соколовської, які суперечать одна одній, та відсутність достеменних даних про її смерть підкреслюють її легендарність».

## Пам'ять
- В селі Горбулів біля церкви встановлено пам'ятний знак отаманам Соколовським та всім козакам і козачкам, які боролися з більшовиками[16].
- У Житомирі є вулиця Отаманів Соколовських, названа на честь Олекси, Дмитра, Василя та Олександри.
- У місті Коростишів встановлений монумент на честь Олександри Соколовської «Отаманши Марічки». На відкритті пам'ятки був присутній відомий військовий історик О. Алфьоров. Також була присутня двоюрідна онука Соколовських — Ліза Соколовська.
- У Житомирі на честь отаманки названо пластовий дівочий курінь УПЮ ч. 98 імені Марусі Соколовської[17].
- У селі Горбулів вулицю Пушкіна перейменували на вулицю Отаманів Соколовських.

### У літературі
Про Олександру Соколовську написано:
- художній роман «Маруся» письменником Василем Шкляром;
- оповідання «Отаманша Соколовська» письменником й соратником Соколовської Климом Поліщуком;
- роман «Планида» письменником Валерієм Хмелівським.